# مدرسة القديس كسفاريوس الثانوية
مدرسة القديس كسفاريوس الثانوية (بالإنجليزية: Saint Xavier High School)‏ هي مدرسة ثانوية خاصة وإعدادية للجامعة خارج حدود مدينة سينسيناتي، في حي فينيتاون في بلدة سبرينغفيلد، مقاطعة هاميلتون، أوهايو، الولايات المتحدة. يتم تشغيل المدرسة المستقلة غير الأبرشية من قبل مقاطعة الغرب الأوسط لجمعية يسوع كواحدة من أربع مدارس ثانوية كاثوليكية كلها من الذكور في أبرشية سينسيناتي . بصرف النظر عن الكليات والجامعات، تعد سانت كزافييه ثاني أكبر مدرسة خاصة في ولاية أوهايو وواحدة من أكبر 100 مدرسة في الولاية، مع 1514 طالبًا مسجلاً اعتبارًا من 2018. إنها ثاني أكبر مدرسة ثانوية تضم 35 ذكورًا تديرها جمعية يسوع في الولايات المتحدة.
مدرسة القديس كسفاريوس الثانوية هي أقدم مدرسة ثانوية في منطقة سينسيناتي وواحدة من أقدم المدارس في البلاد. نشأت من أثينايوم أوهايو، التي افتتحت في عام 1831 في وسط مدينة سينسيناتي. من عام 1869 إلى عام 1934، شكل برنامج المدرسة الثانوية القسم الأدنى من كلية سانت كزافييه، التي أصبحت الآن جامعة كسفاريوس. انتقلت المدرسة الثانوية إلى موقعها الحالي في عام 1960.
يتمتع فريق بومبرز (Bombers) لكرة القدم وفريق السباحة والغوص أكوا بومبرز (Aquabombers) بمظهر وطني، ويظهر بشكل متكرر في بطولات الولاية وفي التصنيف الوطني. يشمل خريجو سانت كزافييه العديد من الرياضيين المحترفين، وثلاثة أولمبيين، وسياسيين بارزين على مستوى الدولة والوطنية، ورجال أعمال مؤثرين، ومؤلفين وممثلين مشهورين.

## تاريخ

### أصول المدرسة

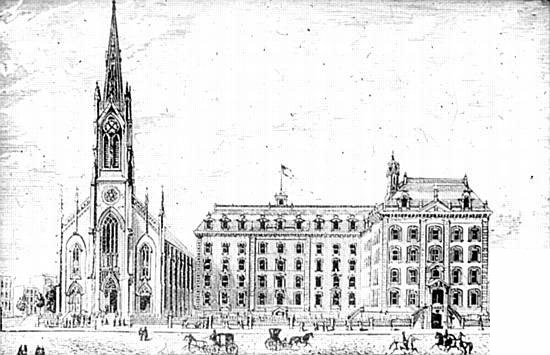
مدرسة القديس كسفاريوس الثانوية، 1860، في مباني الإمبراطورية الثانية الموسعة من قبل أنطون ولويس بيكيت، والتي حلت محل مباني أثينا الأصغر بكثير في 1831 تقريبا. تم تغيير كنيسة القديس فرانسيس كسفاريوس، إلى اليسار، بواسطة صمويل هانافورد وأولاده إلى حالتها الحالية بعد حريق عام 1882.

مدرسة القديس كسفاريوس الثانوية، الذي كان جزءًا من جامعة كسفاريوس، يمكن تتبع تاريخها إلى أثينايوم أوهايو في شارع سيفنث وسيكامور في وسط مدينة سينسيناتي. تم تكريس المعهد، الذي يضم كلية اللاهوت والعلماني، من قبل أول أسقف لسينسيناتي، القس الأكبر. إدوارد دي فينويك، دومينيكانية، في 17 أكتوبر 1831. كانت أول مؤسسة كاثوليكية للتعليم العالي في الإقليم الشمالي الغربي . بعد أسبوع واحد فقط، فتحت أول مدرسة ثانوية عامة في المدينة، كلية وودوارد، أبوابها. ظل الأثينيوم قائماً حتى عام 1890 بجوار مطبعة التلغراف الكاثوليكي.

### عمليات التوسع والانفصال

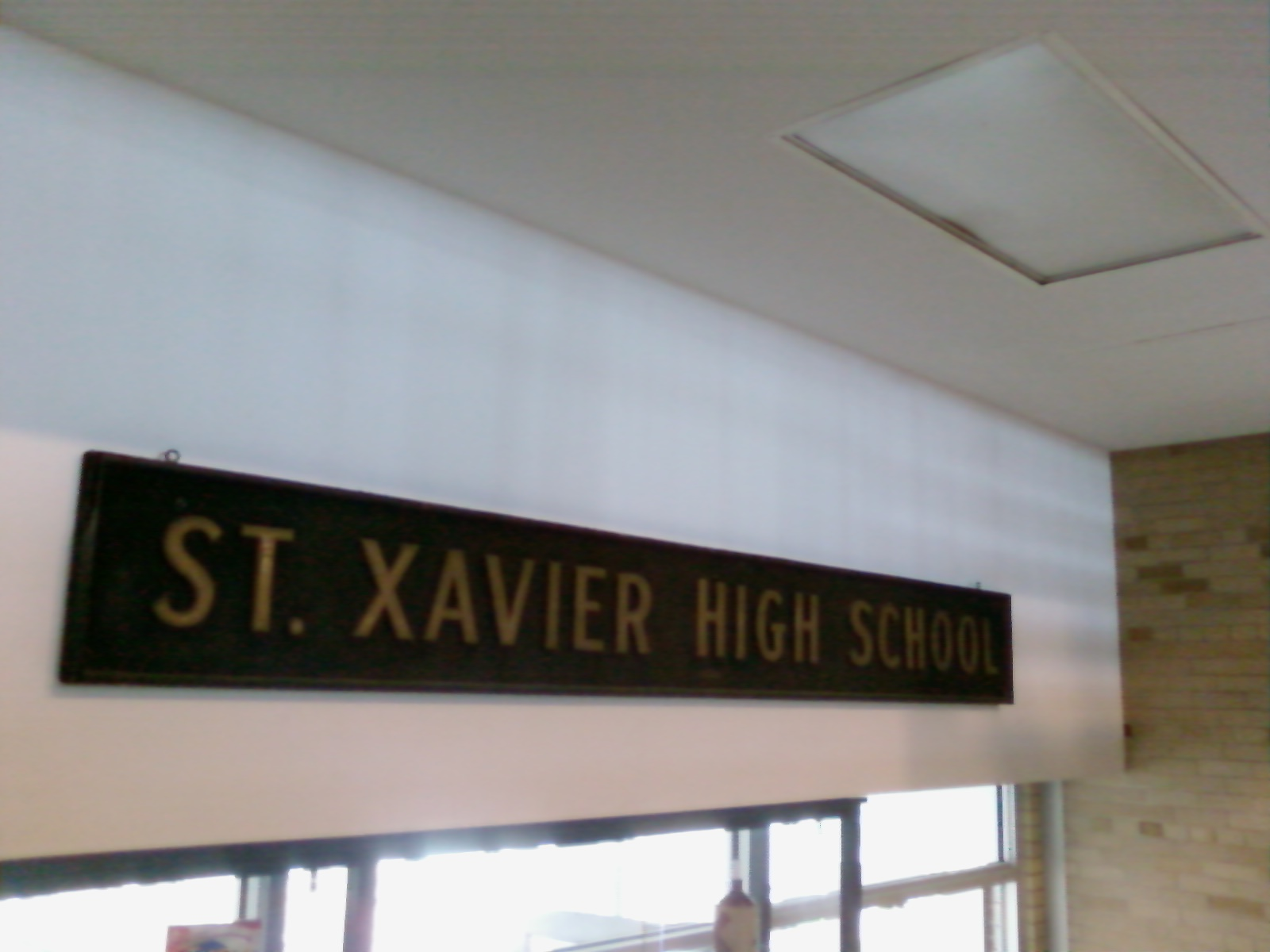
توجد الآن لافتة دخول سابقة معلقة في بئر السلم الرئيسي. ظهر لأول مرة في وسط المدينة في 28 أغسطس 1919.

نشأت أختام مدرسة القديس كسفاريوس الثانوية وجامعة كسفاريوس (الموضحة هنا) من الختم الذي تبنته كلية سانت كزافييه في عام 1928.

في عام 1910، انتقلت كلية القديس كسفاريوس إلى برنامج على الطراز الأمريكي مدته ثماني سنوات.  أخذ بعض الطلاب دروسًا في الكتابة في مدرسة سانت كزافييه التجارية القريبة. في 1 أكتوبر 1906، تم افتتاح فرع آخر في وولنات هيلز. هذه المرة، خدمت مدرسة سانت كزافييه برانش الثانوية أو «سانت كزافييه أون ذا هيل» طلاب السنة الأولى والثانية في المدارس الثانوية. كانت الرسوم الدراسية 60 دولارًا في وسط المدينة و 80 دولارًا في موقع الضواحي (ما يعادل 1728 دولارًا و 2304 دولارًا على التوالي، في 2020 ). عقدت الفصول الدراسية في والنات هيلز حتى ديسمبر 1911.

## الجانب الأكاديمي
اعتبارًا من عام 2018، ضمت مدرسة القديس كسفاريوس الثانوية 1492 طالبًا مسجلاً، وهو أكبر عدد من أي مدرسة ثانوية كاثوليكية في منطقة بها ثاني أعلى معدل حضور في المدارس الخاصة في البلاد. الرسوم الدراسية هي 15،650.00 دولارًا أمريكيًا للعام الدراسي 2019-20. وفقًا لسانت كزافييه، تبلغ الرسوم الدراسية 1،000 دولار أمريكي أقل من تكلفة تعليم الطالب هناك. خلال العام الدراسي 2018-19، تلقى 41٪ من الطلاب مساعدات مالية بلغ مجموعها 4.13 مليون دولار. تتكون الكلية من 120 مدرسًا متفرغًا، من بينهم ستة كهنة يسوعيين.

### أعضاء هيئة التدريس والموظفين البارزين
- القس لورانس بيوندي، إس جيه (1965-1967) – ثم مدرس اللغة الفرنسية واللاتينية. رئيس جامعة سانت لويس 1987-2013 [12]
- جون درومو (1942-1947) – ثم مدرب «كل شيء تقريبًا» في المدرسة ؛ لاحقًا مدرب فريق لويسفيل كاردينال لكرة السلة للرجال
- مايكل جالاغر – ثم مدرس يسوعي يقوم بتدريس اللغة الإنجليزية.  لاحقًا مؤلف ومترجم للأدب الياباني [13]
- روبرت س. جونستون (1901–1902) – مدرس اللغة الإنجليزية والكلاسيكية والرياضيات.[14] فيما بعد رئيس جامعة سانت لويس [15]
- أوربان ماير (1985) – ثم يتدرب كمدرب كرة قدم دفاعي في سانت كزافييه ؛ مدرب كرة القدم السابق بولاية أوهايو باكيز [16][17]
- دان جيه سافاج (1926-1931) – مدرب كرة القدم والبيسبول. سابقًا مدرب سانت لويس بيليكنز لكرة القدم وكرة السلة والبيسبول [18]
- القس. روبرت أ. وايلد، إس جيه (1964-1967) – ثم مدرس لاتينية ويونانية ونطق ومناظرة. فيما بعد رئيس جامعة ماركيت [19]

### شخصيات بارزة أخرى
- نيك كلوني (فخري 1952) – صحفي وسياسي [20][21][22]
- بو دونالدسون (1964-1967) – موسيقي [23]
- آل شوتلكوت (أواخر الأربعينيات) – مذيعة أخبار [24]
- الأدميرال شلي (1890) – لاعب بيسبول [25]
- جيم تاربيل – صاحب مطعم وسياسي [21]